# Гіппарін
Гіппарін (382/386-351 роки до н. е.) — тиран Сіракуз з 352 до 351 року до н. е. Син Діонісія Старшого та Арістомахи, сестри Діона.
Весь час панування свого брата Діонісія та дядька Діона значної ролі у суспільному та політичному житті міста не грав. Відразу після повалення влади Діона, захоплення міста Калліппом Гіппарін почав вести таємну боротьбу проти останнього. Йому в цьому допомогли як представники його родини, так і місцеві олігархи. Проте незабаром він вимушений тікати до сусіднього міста Леонтіни (354 до н. е.).
У 352 до н. е., скориставшись відсутністю в Сіракузах Калліппа за допомогою найманців Гіппарін раптово й швидко захопив місто. Весь час короткого правління Гіппаріна точилася дискусія щодо можливого державного устрою Сіракуз, розроблялось щось на кшталт конституції. Однак всі ці плани Гіппарін не встиг реалізувати, тому що був у 351 (чи 350) році до н. е. під час бенкету ненавмисно вбитий.